# Congregatie van Windesheim

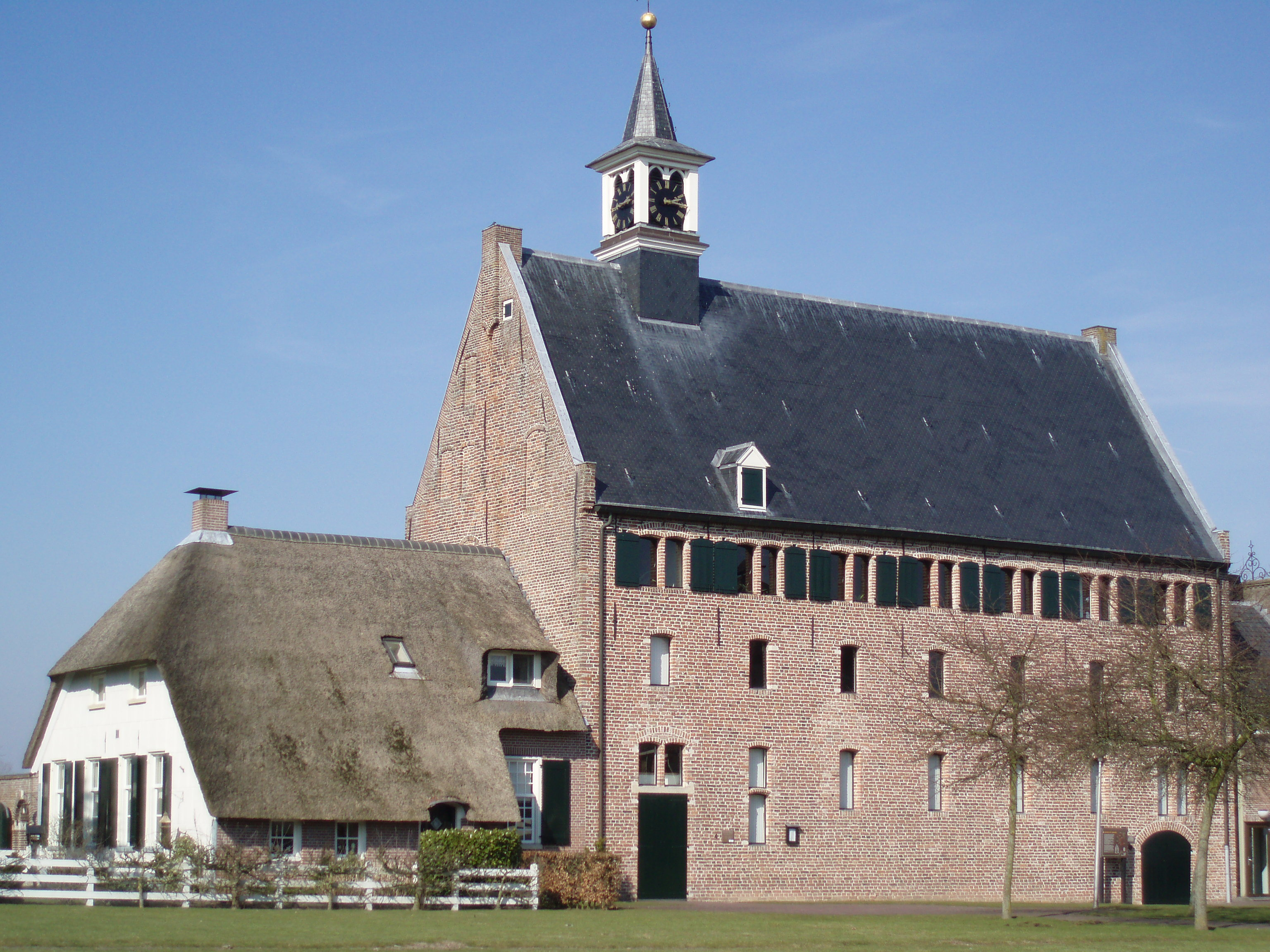
De voormalige kloosterbrouwerij is nu een Nederlands Hervormde (PKN) kerk

Windesheim of het Kapittel van Windesheim is een congregatie van augustijner koorheren (reguliere kanunniken en kanunnikessen) waarvan het moederklooster stond in het gelijknamige dorp Windesheim in Overijssel.

## Geschiedenis
In 1386 schonk Berthold ten Hove de hof te Windesheim aan Florens Radewijns, een broeder van de religieuze groepering Broeders van het Gemene Leven in Deventer. Op 30 juli 1386 verkreeg heer Florens toestemming van bisschop Floris van Wevelinkhoven om een klooster op te richten. Het klooster werd op 17 oktober 1387 gewijd. In 1394-1395 besloten vier kloosters (Windesheim bij Zwolle, Eemsteyn bij Dordrecht, Mariënbron bij Arnhem, en Nieuwlicht bij Hoorn) tot een samenwerkingsverband, het kapittel van Windesheim. Dit breidde zich snel uit. In 1412 sloot ook het kapittel van Groenendaal zich hierbij aan en waren er zestien kloosters. Het kapittel was toonaangevend in de Moderne Devotie, een beweging die gevormd was naar de ideeën van Geert Grote. In het begin van de 16e eeuw kende het de grootste omvang. Er waren toen een honderdtal kloosters aangesloten bij het kapittel dat inmiddels een congregatie geworden was.
De vijftiende-eeuwse Windesheimer monnik Johannes Busch liet de Chronicon Windeshemense na, een geschiedschrijving van de congregatie. De congregatie van Windesheim werd uiteindelijk een zelfstandige gemeenschap binnen de orde van de Augustijner koorheren.

## Het stamklooster
Rond 1390 werd in het klooster in Windesheim de Noord-Nederlandse vertaling van het Nieuwe Testament gemaakt. Het is de meest gekopieerde Middelnederlandse vertaling van dit deel van de Bijbel. Er zijn ongeveer 160 handschriften van bewaard gebleven. Verder zijn er in totaal 46 gedrukte versies van de vertaling bekend. In termen van oplage is deze vertaling in Nederland de meest succesvolle van de late middeleeuwen.
Bij de reformatie en de opstand tegen de  Spaanse koning is het klooster van Windesheim, zoals vele andere, door de Oranjegezinde watergeuzen verwoest. Het klooster heeft waarschijnlijk ten zuiden van de Dorpsstraat gelegen. Van het kloostercomplex zijn enkele kelders en de brouwerij bewaard gebleven. Deze brouwerij is tijdens de Tachtigjarige Oorlog, in 1634, als Nederduits Hervormde kerk in gebruik genomen. Links van de kerk van Windesheim staat een opmerkelijke halve boerderij, de kosterswoning.

### Begraven te Windesheim
- Gerard Scadde van Calcar[3]
- Dirk Hermansz van Herxen[4]
- Albert Paep van Calcar[5]

## Andere kloosters van deze congregatie
Noordelijke Nederlanden:
- Ludingakerke, bij Harlingen, vanaf 1428
- Vrouwenklooster Diepenveen, Diepenveen
- Sint-Antoniusklooster , Albergen
- Thabor (Sneek), Tirns (bij Sneek)
- Klooster Schaer, Bredevoort
- Eemsteyn, Kijfhoek
- Mariëndaal (augustinessen), Sint-Oedenrode

Zuidelijke Nederlanden:
- Priorij van Corsendonck, Oud-Turnhout
- Onze-Lieve-Vrouw Ten Troonpriorij, Grobbendonk
- Priorij van Zevenborren, Sint-Genesius-Rode
- Priorij van Groenendaal, Hoeilaart
- Regularissenklooster Jericho, Brussel
- Sint-Elisabeth op de berg Sion, Brussel
- Rood Klooster, Oudergem
- Priorij van Betlehem, Herent
- Onze Lieve Vrouw ter Nieuwe Plant, Ieper

Prinsbisdom Luik:
- Klooster van de reguliere kanunniken van Sint-Augustinus - Ter Noot Gods, Tongeren

Heilige Roomse Rijk:
- Klooster Frenswegen aan de huidige Duits-Nederlandse grens, bij Nordhorn
- Klooster Herrenleichnam, Keulen[6]
- Klooster Marienberg, Neuss nonnenklooster[7]
- Klooster Böddeken, Wewelsburg, gemeente Büren (Westfalen), monnikenklooster; sinds 1409 bij de Congregatie van Windesheim[8]
- Klooster Riechenberg, aan de westelijke stadsrand van Goslar, vanaf 1429[9]
- Stiftskirche St. Georg (Grauhof), Hahndorf (Goslar)
- Klooster Kirschgarten (Worms), Worms
- Klooster Höningen bij Altleiningen, Rijnland-Palts; in 1569 afgebrand[10]
- Klooster Fischbach (Fischbach bei Kaiserslautern)
- Klooster Rebdorf, bij Eichstätt in Beieren; sedert circa 1458[11]
- Klooster Birklingen, Iphofen
- Klooster Bordesholm, Bordesholm in Sleeswijk-Holstein,  sedert 1490

Zwitserland
- Klooster St. Leonhard], Basel
- Klooster Beerenberg, Wülflingen
- Klooster St. Martin (Zürich)